# Alexis Saelemaekers
Alexis Jesse Saelemaekers (Berchem-Sainte-Agathe, Región de Bruselas, Bélgica, 27 de junio de 1999) es un futbolista belga que juega en la posición de centrocampista para el A. C. Milan de la Serie A de Italia.

## Trayectoria

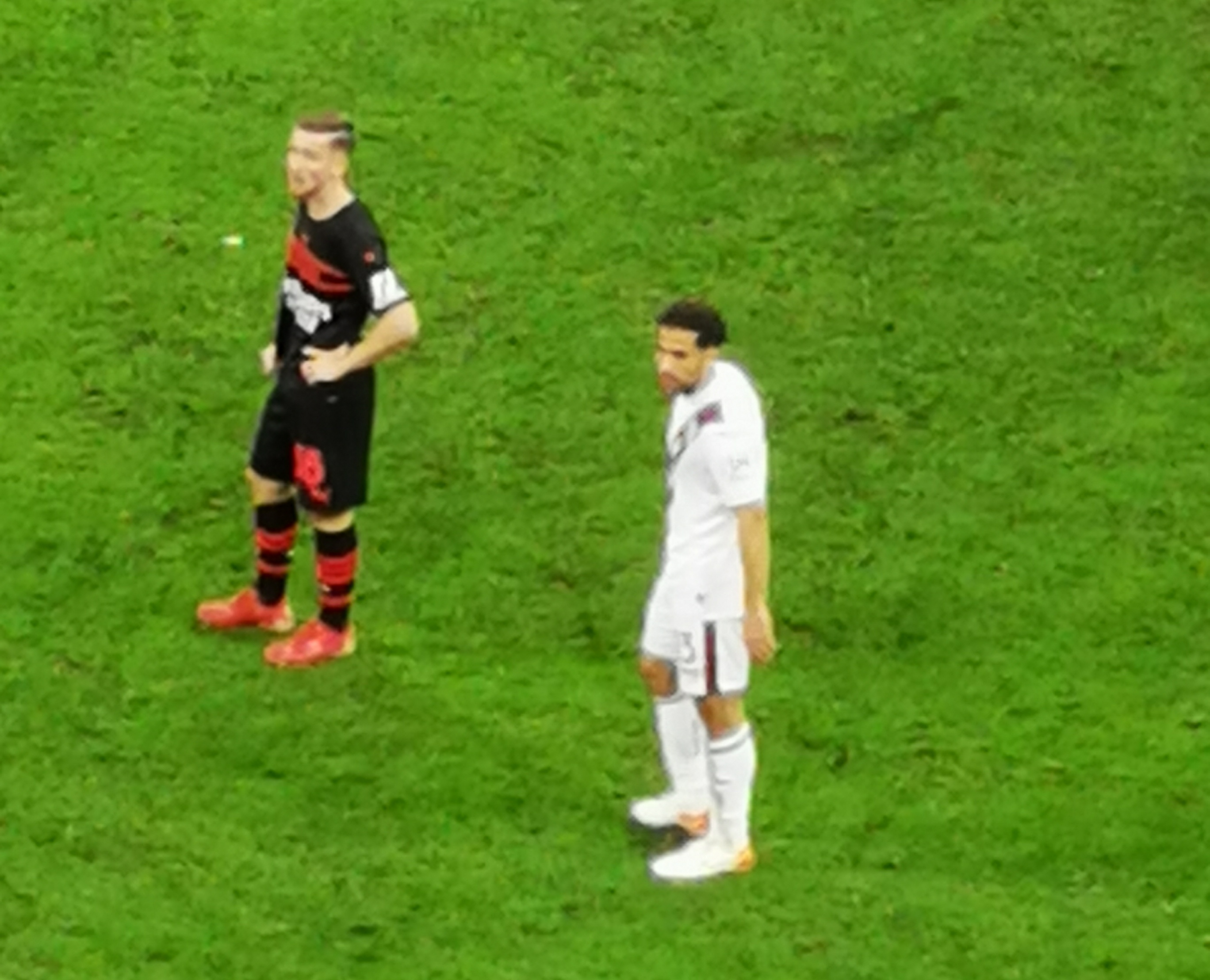
Saelemaekers jugando para la A. C. Milan

Tras empezar a formarse como futbolista con el R. S. C. Anderlecht, finalmente subió al primer equipo en la temporada 2017/18, haciendo su debut el 16 de febrero de 2018 en un encuentro de la Primera División de Bélgica contra el Sint-Truidense entró en el minuto 74 entrando por Alexandru Chipciu, encuentro que finalizó con derrota de 1-0. El 8 de junio extendió su contrato hasta 2022.
El 31 de enero de 2020 fue cedido con opción de compra al A. C. Milan, Debutó en la Serie A el 2 de febrero, entrando al minuto 77 en el empate 1-1 ante el Hellas Verona. Encontró espacio de inmediato, pero encontró más después de la reanudación del campeonato, tanto que el 1 de julio fue comprado, firmando un contrato que lo mantendría en el club hasta el 30 de junio de 2024. El 18 de julio anotó su primer gol con los rossoneri en la victoria en casa por 5-1 sobre el Bologna F. C. en la Serie A. A este equipo se marchó cedido en agosto de 2023 por una temporada con una opción de adquirirlo en propiedad. Dicha opción no fue ejercida y en agosto de 2024 acumuló otra cesión en la A. S. Roma.

## Selección nacional
Tras haber sido internacional en categorías inferiores, el 8 de octubre de 2020 debutó con la selección absoluta de Bélgica en un amistoso ante Costa de Marfil que finalizó en empate a uno.

## Estadísticas

### Clubes
Actualizado al último partido disputado el 25 de mayo de 2025.
| Club                          | Div.          | Temporada     | Liga  | Liga  | Copas nacionales | Copas nacionales | Copas internacionales | Copas internacionales | Total | Total |
| Club                          | Div.          | Temporada     | Part. | Goles | Part.            | Goles            | Part.                 | Goles                 | Part. | Goles |
| ----------------------------- | ------------- | ------------- | ----- | ----- | ---------------- | ---------------- | --------------------- | --------------------- | ----- | ----- |
| R. S. C. Anderlecht · Bélgica | 1.ª           | 2017-18       | 11    | 0     | 0                | 0                | —                     | —                     | 11    | 0     |
| R. S. C. Anderlecht · Bélgica | 1.ª           | 2018-19       | 30    | 0     | 1                | 0                | 3                     | 0                     | 34    | 0     |
| R. S. C. Anderlecht · Bélgica | 1.ª           | 2019-20       | 16    | 2     | 3                | 0                | —                     | —                     | 19    | 2     |
| R. S. C. Anderlecht · Bélgica | Total club    | Total club    | 57    | 2     | 4                | 0                | 3                     | 0                     | 64    | 2     |
| A. C. Milan · Italia          | 1.ª           | 2019-20       | 13    | 1     | 2                | 0                | —                     | —                     | 15    | 1     |
| A. C. Milan · Italia          | 1.ª           | 2020-21       | 32    | 2     | 1                | 0                | 7                     | 1                     | 40    | 3     |
| A. C. Milan · Italia          | 1.ª           | 2021-22       | 36    | 1     | 4                | 1                | 6                     | 0                     | 46    | 2     |
| A. C. Milan · Italia          | 1.ª           | 2022-23       | 30    | 2     | 1                | 0                | 8                     | 2                     | 39    | 4     |
| Bologna F. C. 1909 · Italia   | 1.ª           | 2023-24       | 30    | 4     | 2                | 0                | ―                     | ―                     | 32    | 4     |
| Bologna F. C. 1909 · Italia   | Total club    | Total club    | 30    | 4     | 2                | 0                | 0                     | 0                     | 32    | 4     |
| A. C. Milan · Italia          | 1.ª           | 2024-25       | 1     | 0     | —                | —                | —                     | —                     | 1     | 0     |
| A. C. Milan · Italia          | Total club    | Total club    | 112   | 6     | 8                | 1                | 21                    | 3                     | 141   | 10    |
| A. S. Roma · Italia           | 1.ª           | 2024-25       | 22    | 7     | 2                | 0                | 7                     | 0                     | 31    | 7     |
| A. S. Roma · Italia           | Total club    | Total club    | 22    | 7     | 2                | 0                | 7                     | 0                     | 31    | 7     |
| Total carrera                 | Total carrera | Total carrera | 221   | 19    | 16               | 1                | 31                    | 3                     | 268   | 23    |

## Palmarés

### Títulos nacionales
| Título  | Club        | País   | Año  |
| ------- | ----------- | ------ | ---- |
| Serie A | A. C. Milan | Italia | 2022 |